# Scotinomys xerampelinus
Scotinomys xerampelinus är en däggdjursart som först beskrevs av Outram Bangs 1902.  Scotinomys xerampelinus ingår i släktet bruna möss och familjen hamsterartade gnagare. IUCN kategoriserar arten globalt som livskraftig. Inga underarter finns listade i Catalogue of Life.
Med en kroppslängd (huvud och bål) av 7,1 till 8,4 cm och en svanslängd av 6,0 till 8,0 cm är arten en liten medlem i underfamiljen Neotominae. Den har 1,7 till 2,0 cm långa bakfötter och 1,2 till 1,7 cm stora öron. Viktuppgifter saknas. Hela kroppen är täckt av chokladbrun päls.
Arten förekommer i Costa Rica och Peru. Den lever i bergstrakter mellan 2100 och 3400 meter över havet. Habitatet utgörs av fuktiga bergsskogar samt av angränsande landskap som ängar.
Individerna går på marken och skapar stigar i skogens undervegetation. De äter larver av skalbaggar samt några andra insekter. Honor kan para sig hela året. De föder 2 till 4 ungar per kull Antagligen kan honor para sig hela året. Dräktiga honor dokumenterades i januari och februari samt mellan maj och augusti. Ungarna föds efter ungefär 33 dagar dräktighet. Enligt allt som är känt är Scotinomys xerampelinus dagaktiv.